# Ngaya Club de Mdé
El Ngaya Club de Mdé és un club de futbol de la ciutat de Mdé, Comores.

## Palmarès
- Lliga de Comores de futbol:[2]

2016, 2017